# Prva Makedonska Liga 2012/13
Die Prva Makedonska Liga 2012/13 war die 21. Saison der höchsten mazedonischen Spielklasse im Männerfußball. Sie begann am 11. August 2012 und endete am 2. Juni 2013 mit der 33. und letzten Runde.
Titelverteidiger war Vardar Skopje.

## Mannschaften
| Verein              | Stadt     | Stadion              | Kapazität |
| ------------------- | --------- | -------------------- | --------- |
| FK Bregalnica Štip  | Štip      | Stadtstadion Štip    | 04.000    |
| FK Drita Bogovinje  | Bogovinje | Bogovinje-Stadion    | 00.500    |
| FK Horizont Turnovo | Turnovo   | Kukuš-Stadion        | 01.500    |
| FK Metalurg Skopje  | Skopje    | Železarnica-Stadion  | 04.000    |
| FK Napredok Kičevo  | Kičevo    | Stadtstadion Kičevo  | 05.000    |
| FK Pelister Bitola  | Bitola    | Tumbe-Kafe-Stadion   | 15.000    |
| Rabotnički Skopje   | Skopje    | Philip-II-Arena      | 36.400    |
| FK Renova Džepčište | Džepčište | Stadtstadion Tetovo  | 20.000    |
| KF Shkëndija        | Tetovo    | Stadtstadion Tetovo  | 20.000    |
| Sileks Kratovo      | Kratovo   | Stadtstadion Kratovo | 01.800    |
| FK Teteks Tetovo    | Tetovo    | Stadtstadion Tetovo  | 20.000    |
| Vardar Skopje       | Skopje    | Philip-II-Arena      | 36.400    |

## Abschlusstabelle
| Pl. | Verein                  | Sp. | S  | U  | N  | Tore    | Diff. | Punkte |
| --- | ----------------------- | --- | -- | -- | -- | ------- | ----- | ------ |
| 1.  | Vardar Skopje (M)       | 33  | 20 | 8  | 5  | 071:210 | +50   | 68     |
| 2.  | FK Metalurg Skopje      | 33  | 18 | 9  | 6  | 048:280 | +20   | 63     |
| 3.  | FK Horizont Turnovo     | 33  | 17 | 12 | 4  | 049:310 | +18   | 63     |
| 4.  | Rabotnički Skopje       | 33  | 16 | 5  | 12 | 047:420 | +5    | 53     |
| 5.  | KF Shkëndija 1          | 33  | 13 | 8  | 12 | 052:490 | +3    | 44     |
| 6.  | FK Bregalnica Štip      | 33  | 12 | 7  | 14 | 037:350 | +2    | 43     |
| 7.  | FK Napredok Kičevo      | 33  | 12 | 7  | 14 | 029:390 | −10   | 43     |
| 8.  | FK Renova Džepčište (P) | 33  | 12 | 7  | 14 | 035:460 | −11   | 43     |
| 9.  | FK Drita Bogovinje (N)  | 33  | 11 | 7  | 15 | 035:500 | −15   | 40     |
| 10. | FK Pelister Bitola (N)  | 33  | 9  | 10 | 14 | 027:360 | −9    | 37     |
| 11. | FK Teteks Tetovo        | 33  | 6  | 7  | 20 | 022:470 | −25   | 25     |
| 12. | Sileks Kratovo          | 33  | 6  | 5  | 22 | 033:610 | −28   | 23     |

| (M) | amtierender mazedonischer Meister     |
| (P) | amtierender mazedonischer Pokalsieger |
| (N) | Neuaufsteiger                         |

## Kreuztabelle
| Erste Runde (Runden 1–22) | Erste Runde (Runden 1–22) | Erste Runde (Runden 1–22) | Erste Runde (Runden 1–22) | Erste Runde (Runden 1–22) | Erste Runde (Runden 1–22) | Erste Runde (Runden 1–22) | Erste Runde (Runden 1–22) | Erste Runde (Runden 1–22) | Erste Runde (Runden 1–22) | Erste Runde (Runden 1–22) | Erste Runde (Runden 1–22) | 2012/13             | Rückrunde (Runden 23–33) | Rückrunde (Runden 23–33) | Rückrunde (Runden 23–33) | Rückrunde (Runden 23–33) | Rückrunde (Runden 23–33) | Rückrunde (Runden 23–33) | Rückrunde (Runden 23–33) | Rückrunde (Runden 23–33) | Rückrunde (Runden 23–33) | Rückrunde (Runden 23–33) | Rückrunde (Runden 23–33) | Rückrunde (Runden 23–33) |
| ------------------------- | ------------------------- | ------------------------- | ------------------------- | ------------------------- | ------------------------- | ------------------------- | ------------------------- | ------------------------- | ------------------------- | ------------------------- | ------------------------- | ------------------- | ------------------------ | ------------------------ | ------------------------ | ------------------------ | ------------------------ | ------------------------ | ------------------------ | ------------------------ | ------------------------ | ------------------------ | ------------------------ | ------------------------ |
| Vardar Skopje             | FK Metalurg Skopje        | FK Horizont Turnovo       | Rabotnički Skopje         | KF Shkëndija              |                           | FK Napredok Kičevo        | FK Renova Džepčište       | FK Drita Bogovinje        | FK Pelister Bitola        |                           | FK Sileks Kratovo         | Verein              | Vardar Skopje            | FK Metalurg Skopje       | FK Horizont Turnovo      | Rabotnički Skopje        | KF Shkëndija             |                          | FK Napredok Kičevo       | FK Renova Džepčište      | FK Drita Bogovinje       | FK Pelister Bitola       |                          | FK Sileks Kratovo        |
|                           | 1:1                       | 5:1                       | 3:2                       | 6:1                       | 3:0                       | 1:0                       | 3:0                       | 4:0                       | 3:1                       | 4:0                       | 5:0                       | Vardar Skopje       |                          | –                        | 5:0                      | 1:2                      | –                        | –                        | 4:0                      | 3:1                      | –                        | 0:1                      | –                        | 2:1                      |
| 3:2                       |                           | 1:1                       | 2:1                       | 0:1                       | 2:1                       | 3:2                       | 4:0                       | 0:1                       | 1:0                       | 0:0                       | 1:1                       | FK Metalurg Skopje  | 1:1                      |                          | –                        | 1:1                      | –                        | –                        | 2:0                      | 3:1                      | –                        | 1:0                      | –                        | 3:0                      |
| 0:0                       | 2:0                       |                           | 3:0                       | 3:2                       | 2:0                       | 1:0                       | 2:0                       | 2:1                       | 2:2                       | 0:0                       | 3:1                       | FK Horizont Turnovo | –                        | 2:4                      |                          | 3:0                      | 1:1                      | 2:1                      | –                        | –                        | 4:0                      | –                        | 2:0                      | –                        |
| 0:2                       | 2:0                       | 2:0                       |                           | 1:1                       | 3:1                       | 0:1                       | 3:0                       | 2:2                       | 2:1                       | 1:0                       | 1:0                       | Rabotnički Skopje   | –                        | –                        | –                        |                          | –                        | 1:1                      | –                        | –                        | 2:0                      | 1:0                      | 3:1                      | 3:2                      |
| 2:1                       | 1:0                       | 1:2                       | 5:1                       |                           | 0:3                       | 2:2                       | 1:2                       | 2:1                       | 3:1                       | 4:1                       | 1:0                       | KF Shkëndija        | 0:1                      | 1:1                      | –                        | 1:0                      |                          | –                        | –                        | 1:1                      | –                        | 0:1                      | –                        | 3:0                      |
| 1:1                       | 0:1                       | 1:1                       | 2:0                       | 2:0                       |                           | 0:1                       | 0:0                       | 3:0                       | 1:0                       | 2:0                       | 2:0                       | FK Bregalnica Štip  | 1:1                      | 2:3                      | –                        | –                        | 4:3                      |                          | –                        | –                        | 1:0                      | –                        | 2:0                      | –                        |
| 1:0                       | 1:1                       | 0:0                       | 0:2                       | 3:1                       | 2:1                       |                           | 2:0                       | 1:1                       | 1:0                       | 2:0                       | 1:0                       | FK Napredok Kičevo  | –                        | –                        | 0:2                      | 0:2                      | 0:3                      | 2:1                      |                          | –                        | 1:2                      | –                        | 0:0                      | –                        |
| 0:2                       | 1:0                       | 0:0                       | 3:1                       | 0:3                       | 2:0                       | 1:1                       |                           | 2:0                       | 0:0                       | 1:0                       | 2:0                       | FK Renova Džepčište | –                        | –                        | 0:2                      | 0:2                      | –                        | 2:1                      | 2:1                      |                          | 1:1                      | –                        | 3:1                      | –                        |
| 0:1                       | 1:2                       | 0:0                       | 1:0                       | 2:2                       | 0:1                       | 3:0                       | 2:4                       |                           | 1:1                       | 1:0                       | 2:1                       | FK Drita Bogovinje  | 1:3                      | 0:2                      | –                        | –                        | 3:1                      | –                        | –                        | –                        |                          | 2:0                      | 2:0                      | –                        |
| 0:0                       | 0:1                       | 2:1                       | 1:0                       | 1:1                       | 1:0                       | 2:0                       | 3:1                       | 1:1                       |                           | 2:1                       | 2:1                       | FK Pelister Bitola  | –                        | –                        | 1:1                      | –                        | –                        | 0:0                      | 1:2                      | 1:0                      | –                        |                          | –                        | 2:4                      |
| 0:0                       | 0:1                       | 0:1                       | 1:1                       | 3:0                       | 0:2                       | 0:1                       | 0:3                       | 1:2                       | 2:0                       |                           | 2:1                       | FK Teteks Tetovo    | 0:3                      | 1:1                      | –                        | –                        | 2:1                      | –                        | –                        | –                        | –                        | 0:0                      |                          | 4:0                      |
| 0:0                       | 0:2                       | 1:1                       | 3:5                       | 2:3                       | 2:1                       | 0:2                       | 1:0                       | 4:0                       | 2:0                       | 2:1                       |                           | FK Sileks Kratovo   | –                        | –                        | 1:2                      | –                        | –                        | 0:1                      | 0:0                      | 2:2                      | 1:2                      | –                        | –                        |                          |

## Relegationsspiele
Die neunt- und zehntplatzierten Teams spielen in einfachen Playoffs gegen die dritt- und viertplatzierten Mannschaften der zweiten Liga um den Klassenerhalt.
| Paarung  | FK Drita Bogovinje – FK Gorno Lisiče |
| Ergebnis | 0:3                                  |
| Tore     | keine                                |

| Paarung  | FK Pelister Bitola – FK Skopje |
| Ergebnis | 1:0 (0:0)                      |
| Tore     | 1:0 D.Dimitrovski (67.)        |

## Torschützenliste
| Pl. | Spieler           | Verein              | Tore |
| --- | ----------------- | ------------------- | ---- |
| 01. | Jovan Kostovski   | Vardar Skopje       | 22   |
| 02. | Muzafer Ejupi     | KF Shkëndija        | 19   |
| 03. | Dejan Blazhevski  | FK Horizont Turnovo | 18   |
| 04. | Zoran Baldovaliev | FK Horizont Turnovo | 16   |
| 05. | Nikola Georgiev   | Sileks Kratovo      | 13   |
| 05. | Milorad Krstev    | FK Metalurg Skopje  | 13   |
| 05. | Krste Velkoski    | Rabotnički Skopje   | 13   |
| 08. | Izair Emini       | FK Renova Džepčište | 10   |
| 08. | Marko Simonovski  | FK Metalurg Skopje  | 10   |
| 10. | Ardijan Nuhiji    | FK Drita Bogovinje  | 09   |